# Nuoto ai campionati europei di nuoto 2014 - 100 metri rana femminili
La gara dei 100 metri rana femminili degli Europei 2014 si è svolta il 19-20 agosto. Le qualifiche per la semifinale si sono svolte la mattina del 19 agosto 2014, mentre la semifinale si è svolta la sera dello stesso giorno. La finale, invece, si è svolta la sera del 20 agosto 2014.

## Medaglie
| Posizione | Atleta                | Paese     |
| --------- | --------------------- | --------- |
| Oro       | Rikke Møller Pedersen | Danimarca |
| Argento   | Jennie Johansson      | Svezia    |
| Bronzo    | Arianna Castiglioni   | Italia    |

## Record
Prima della manifestazione il record del mondo (RM), il record europeo (EU) e il record dei campionati (RC) erano i seguenti.
| Record mondiale       | 1'04"35 | Rūta Meilutytė Lituania | 28 luglio 2013 Barcellona, Spagna |
| Record europeo        | 1'04"35 | Rūta Meilutytė Lituania | 28 luglio 2013 Barcellona, Spagna |
| Record dei campionati | 1'06"32 | Julija Efimova Russia   | 11 agosto 2010 Budapest, Ungheria |

Durante la competizione sono stati migliorati i seguenti record:
| Data      | Evento | Atleta                | Nazione   | Tempo   | Record                |
| --------- | ------ | --------------------- | --------- | ------- | --------------------- |
| 20 agosto | Finale | Rikke Møller Pedersen | Danimarca | 1'06"23 | Record dei campionati |

## Risultati

### Batterie
| Pos. | Batteria | Corsia | Atleta                    | Nazionalità          | Tempo   | Note |
| ---- | -------- | ------ | ------------------------- | -------------------- | ------- | ---- |
| 1    | 4        | 6      | Arianna Castiglioni       | Italia               | 1'07"50 | Q    |
| 2    | 5        | 4      | Rikke Møller Pedersen     | Danimarca            | 1'07"57 | Q    |
| 3    | 5        | 6      | Petra Chocová             | Rep. Ceca            | 1'07"66 | Q    |
| 4    | 3        | 4      | Jèssica Vall              | Spagna               | 1'07"83 | Q    |
| 4    | 5        | 5      | Jennie Johansson          | Svezia               | 1'07"83 | Q    |
| 6    | 5        | 3      | Moniek Nijhuis            | Paesi Bassi          | 1'08"16 | Q    |
| 7    | 3        | 3      | Vitalina Simonova         | Russia               | 1'08"27 | Q    |
| 8    | 5        | 1      | Martina Moravčíková       | Rep. Ceca            | 1'08"39 | Q    |
| 9    | 3        | 2      | Amit Ivry                 | Israele              | 1'08"55 | Q    |
| 10   | 3        | 5      | Fiona Doyle               | Irlanda              | 1'08"77 | Q    |
| 11   | 3        | 7      | Mariya Liver              | Ucraina              | 1'08"81 | Q    |
| 12   | 4        | 2      | Vanessa Grimberg          | Germania             | 1'08"84 | Q    |
| 12   | 4        | 3      | Maria Astashkina          | Russia               | 1'08"84 | Q    |
| 14   | 3        | 1      | Fanny Lecluyse            | Belgio               | 1'08"97 | Q    |
| 15   | 4        | 7      | Hrafnhildur Lúthersdóttir | Islanda              | 1'09"12 | Q    |
| 16   | 3        | 6      | Giulia De Ascentis        | Italia               | 1'09"19 | Q    |
| 17   | 4        | 0      | Sycerika McMahon          | Irlanda              | 1'09"23 |      |
| 18   | 5        | 0      | Olga Tovstogan            | Ucraina              | 1'09"27 |      |
| 19   | 4        | 1      | Molly Renshaw             | Regno Unito          | 1'09"30 |      |
| 20   | 5        | 7      | Jenna Laukkanen           | Finlandia            | 1'09"31 |      |
| 21   | 4        | 5      | Marina García Urzainqui   | Spagna               | 1'09"41 |      |
| 22   | 3        | 9      | Coralie Dobral            | Francia              | 1'09"84 |      |
| 23   | 5        | 2      | Joline Höstman            | Svezia               | 1'09"98 |      |
| 24   | 5        | 8      | Claire Polit              | Francia              | 1'10"33 |      |
| 25   | 3        | 0      | Tjaša Vozel               | Slovenia             | 1'10"42 |      |
| 26   | 3        | 8      | Elisa Celli               | Italia               | 1'10"50 |      |
| 27   | 2        | 0      | Tanja Šmid                | Slovenia             | 1'10"60 |      |
| 28   | 2        | 2      | Maria Romanjuk            | Estonia              | 1'10"69 |      |
| 29   | 2        | 3      | Ana Radič                 | Croazia              | 1'10"72 |      |
| 30   | 4        | 9      | Vilma Ekström             | Svezia               | 1'10"76 |      |
| 31   | 2        | 6      | Jessica Eriksson          | Svezia               | 1'10"88 |      |
| 32   | 4        | 8      | Louise Dalgaard           | Danimarca            | 1'10"92 |      |
| 32   | 5        | 9      | Alona Ribakova            | Lettonia             | 1'10"92 |      |
| 34   | 2        | 4      | Anastasia Korotkov        | Israele              | 1'11"00 |      |
| 35   | 2        | 5      | Veera Kivirinta           | Finlandia            | 1'11"12 |      |
| 36   | 1        | 7      | Gizem Bozkurt             | Turchia              | 1'11"59 |      |
| 37   | 2        | 8      | Tatiana Chişca            | Moldavia             | 1'11"80 |      |
| 38   | 2        | 7      | Andrea Podmaníková        | Slovacchia           | 1'11"97 |      |
| 39   | 2        | 9      | Ivana Ninković            | Bosnia ed Erzegovina | 1'12"55 |      |
| 39   | 1        | 6      | Maria Harutjunjan         | Estonia              | 1'12"55 |      |
| 41   | 1        | 1      | Alina Bulmag              | Moldavia             | 1'12"98 |      |
| 42   | 4        | 4      | Sophie Taylor             | Regno Unito          | 1'13"47 |      |
| 43   | 1        | 2      | Eva Jordová               | Rep. Ceca            | 1'13"70 |      |
| 44   | 1        | 5      | Jovana Bogdanović         | Serbia               | 1'13"86 |      |
| 45   | 1        | 3      | Edita Chrápavá            | Rep. Ceca            | 1'17"08 |      |
| —    | 2        | 1      | Stina Collelou            | Norvegia             |         | DSQ  |
| —    | 1        | 4      | Anna Maekinen             | Finlandia            |         | DNS  |

### Semifinali

#### Semifinali 1
| Pos. | Corsia | Atleta                | Nazionalità | Tempo   | Note |
| ---- | ------ | --------------------- | ----------- | ------- | ---- |
| 1    | 4      | Rikke Møller Pedersen | Danimarca   | 1'06"34 | Q    |
| 2    | 5      | Jennie Johansson      | Svezia      | 1'07"39 | Q    |
| 3    | 7      | Maria Astashkina      | Russia      | 1'07"66 | Q    |
| 4    | 3      | Moniek Nijhuis        | Paesi Bassi | 1'07"82 | Q    |
| 5    | 8      | Giulia De Ascentis    | Italia      | 1'08"20 |      |
| 6    | 6      | Martina Moravčíková   | Rep. Ceca   | 1'08"38 |      |
| 7    | 2      | Fiona Doyle           | Irlanda     | 1'08"39 |      |
| 8    | 1      | Fanny Lecluyse        | Belgio      | 1'08"89 |      |

#### Semifinali 2
| Pos. | Corsia | Atleta                    | Nazionalità | Tempo   | Note |
| ---- | ------ | ------------------------- | ----------- | ------- | ---- |
| 1    | 4      | Arianna Castiglioni       | Italia      | 1'07"31 | Q    |
| 2    | 3      | Jèssica Vall              | Spagna      | 1'07"52 | Q    |
| 3    | 5      | Petra Chocová             | Rep. Ceca   | 1'07"70 | Q    |
| 4    | 6      | Vitalina Simonova         | Russia      | 1'07"84 | Q    |
| 5    | 2      | Amit Ivry                 | Israele     | 1'07"89 |      |
| 6    | 8      | Hrafnhildur Lúthersdóttir | Islanda     | 1'08"19 |      |
| 7    | 1      | Vanessa Grimberg          | Germania    | 1'08"50 |      |
| 8    | 7      | Mariya Liver              | Ucraina     | 1'08"59 |      |

### Finale
| Pos. | Corsia | Atleta                | Nazionalità | Tempo   | Note                  |
| ---- | ------ | --------------------- | ----------- | ------- | --------------------- |
|      | 4      | Rikke Møller Pedersen | Danimarca   | 1'06"23 | Record dei campionati |
|      | 3      | Jennie Johansson      | Svezia      | 1'07"04 |                       |
|      | 5      | Arianna Castiglioni   | Italia      | 1'07"36 |                       |
| 4    | 6      | Jèssica Vall          | Spagna      | 1'07"51 |                       |
| 5    | 1      | Moniek Nijhuis        | Paesi Bassi | 1'07"64 |                       |
| 6    | 8      | Vitalina Simonova     | Russia      | 1'07"99 |                       |
| 7    | 7      | Petra Chocová         | Rep. Ceca   | 1'08"11 |                       |
| 8    | 2      | Maria Astashkina      | Russia      | 1'08"19 |                       |